# Dietmar Männel
Dietmar Männel (* 20. Mai 1939) ist ein ehemaliger deutscher Fußballtrainer.
Ab 1983 trainierte Männel die Frauen der BSG Rotation Schlema und wurde mit ihnen zweimal DDR-Meister. 1989 wurde Männel zum DDR-Nationaltrainer berufen und war bis 2002 Trainer der Fußballfrauen vom FC Erzgebirge Aue.